# Gschaidberg
Der Gschaidberg (auch Gschaid-Nock oder kurz Gschaid) ist ein 1239 m ü. A. hoher Berg im Grazer Bergland im österreichischen Bundesland Steiermark. Er ist Teil des Naturparks Almenland und als beliebter Aussichtsberg bekannt.

## Lage und Umgebung
Der Gschaidberg erhebt sich östlich bis nordöstlich etwa 280 Meter über der Nechnitz, einer kleinen Hochfläche und Passhöhe zwischen Tyrnau und Fladnitz an der Teichalm. Er bildet den südlichen Ausläufer eines von der Teichalm Richtung Südwesten ziehenden Hügelkamms, der im 1324 m ü. A. hohen Gerlerkogel gipfelt. Der Höhenzug wird im Nordwesten vom hinteren Tyrnauer Graben und im Südosten vom Hinterberger Graben begrenzt. Bis Ende des Jahres 2014 verlief die Bezirksgrenze zwischen Graz-Umgebung und Weiz in der Nähe des Gipfels, die durch die Eingemeindung Tyrnaus zu Fladnitz nach Westen wanderte. Der Gschaidberg liegt im westlichen Teil des Naturparks Almenland.

## Geologie und Geomorphologie
Der größtenteils bewaldete Gschaidberg ist aus Osser-Kalk aufgebaut, der innerhalb des Grazer Paläozoikums der Hochlantsch-Fazies angehört. Eine lokale Besonderheit ist das pannone Flächensystem der Hubenhalt, das nordöstlich des Gschaidberges auf rund 1200 m auftritt. Franz Heritsch beschrieb die etwa 100 Meter mächtige Lithologie als Wechsellagerung blauer, teilweise toniger Plattenkalke und bläulicher Dolomite. An der Basis sind stellenweise geringmächtige gelbliche Dolomite und dolomitische Kalke eingeschaltet. Laut Helmut Flügel handelt es sich bei den Kalken der Hubenhalt wahrscheinlich nicht um eine eigene Bank, sondern lediglich um einen örtlich abtrennbaren Bereich der im Tyrnauer Graben dominierenden Kalkschiefer-Folge.

## Tourismus

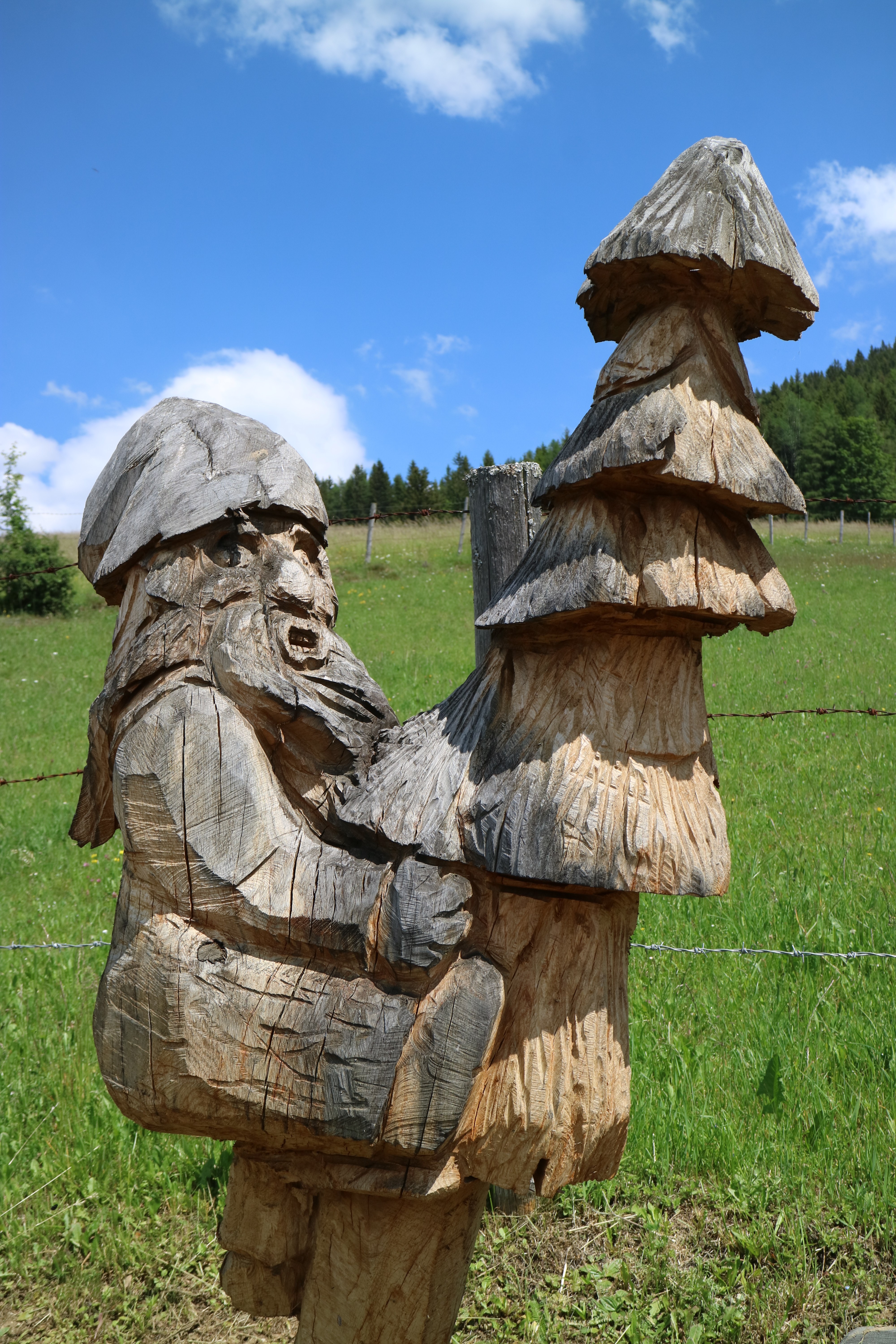
Holzzwerg

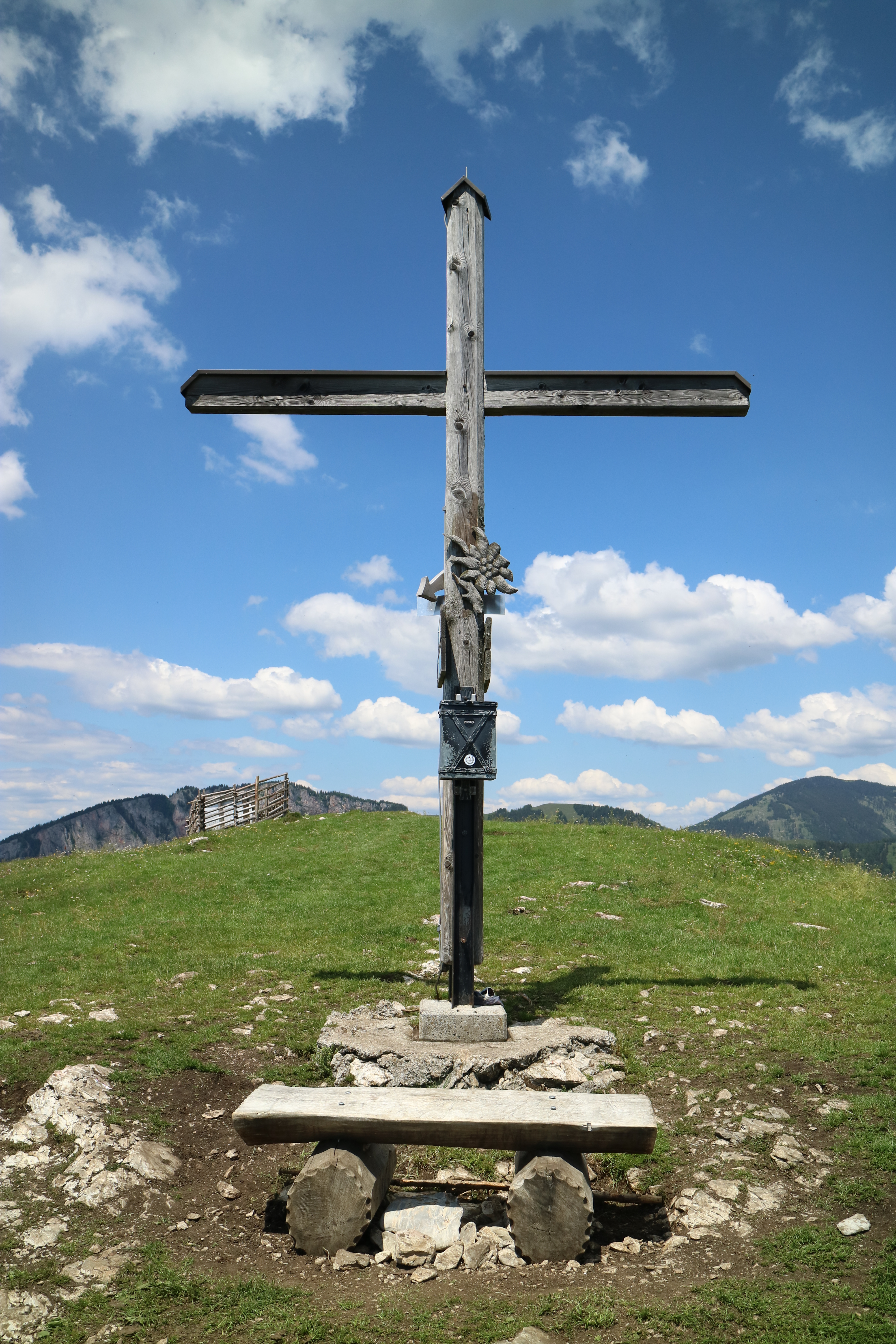
Gipfelkreuz

Der Gschaidberg bildet vor allem aufgrund seiner Gebirgsrandlage und der damit verbundenen Aussicht ein beliebtes Ausflugsziel. Der Blick von der baumfreien Gipfelwiese reicht von den nahegelegenen Röthelstein und Rote Wand im Nordwesten über das gesamte Passailer Becken zwischen Weizklamm und Schöckl im Süden.
Das Gipfelkreuz kann von drei Seiten aus auf markierten Wanderwegen erreicht werden. Ausgehend vom Dorf Nechnitz (964 m) führt ein beschilderter Rundwanderweg über den Berg, der in früheren Kartenwerken der Firma Freytag & Berndt fälschlicherweise als Hausebnerberg bezeichnet wird. Der schnellste Aufstieg erfolgt in einer Dreiviertelstunde von Nechnitz über die Südwestseite des Berges. Der Gschaidberg liegt ungefähr auf halber Wegstrecke zwischen Rechberg und Teichalm und ist von beiden Ausgangspunkten in rund zwei Stunden zu erwandern. Ebenso zwei Stunden benötigt man vom Ortszentrum in Fladnitz.
Eine touristische Besonderheit ist der von Nechnitz bis knapp unterhalb des Gipfels führende Holzskulpturenweg samt Lehrpfad. Dargestellt sind über 45 verschiedene heimische Tierarten, die von einem ansässigen Gast- und Landwirt mit der Motorsäge geschnitzt wurden.